# Sinfonia n. 20 (Mozart)

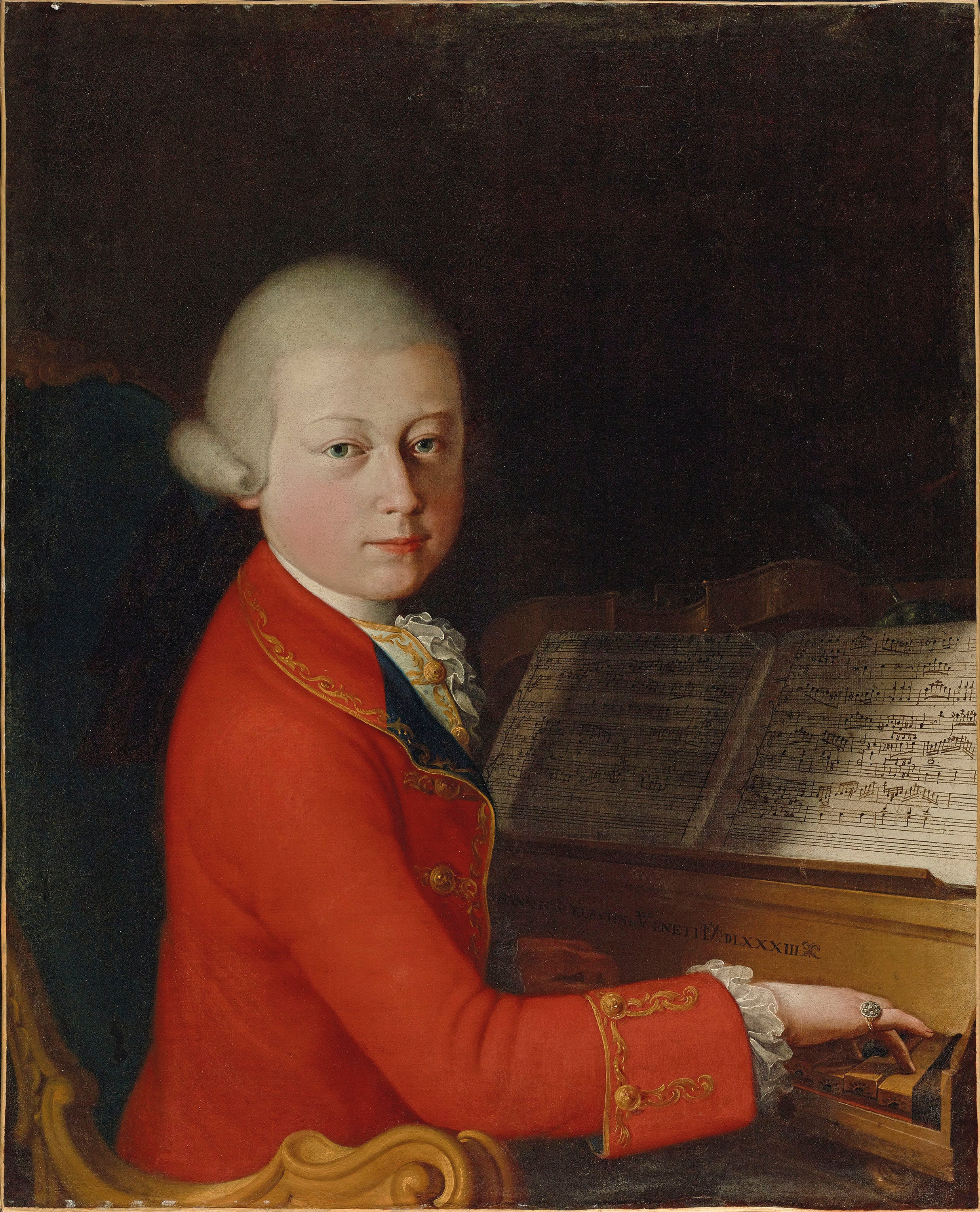
Wolfgang Amadeus Mozart nel 1770.

La sinfonia n. 20 in Re maggiore K 133 è una composizione di Wolfgang Amadeus Mozart completata a Salisburgo nel luglio 1772.

## Storia

### Contesto
La carriera di Mozart come sinfonista era iniziata a Londra durante la grande tournée europea della famiglia Mozart fra il giugno 1763 e il novembre 1766. Il padre, Leopold, aveva pianificato il viaggio per esibire il talento dei propri figli, Wolfgang e Maria Anna, presso le principali corti europee. In questo periodo Wolfgang venne a contatto con le principali tradizioni musicali europee (tedesca, britannica, francese e italiana) e realizzò le sue prime sinfonie, che si ponevano nel solco delle composizioni in tre movimenti all'italiana in stile galante di Carl Friedrich Abel e di Johann Christian Bach. Inoltre, ascoltò anche le sinfonie di altri compositori come Thomas Arne, William Boyce e Giuseppe Sammartini.
In seguito, Leopold e i suoi figli trascorsero diversi mesi nel 1768 a Vienna durante i quali Wolfgang adattò il proprio stile ai gusti del pubblico viennese, adottando fra le varie cose la struttura della sinfonia in quattro movimenti. Wolfgang e suo padre Leopold fecero tre viaggi in Italia fra il dicembre 1769 e il maggio 1773. In questo periodo Wolfgang alternò i suoi viaggi con soggiorni a Salisburgo, durante i quali compose l'opera Mitridate, re di Ponto, oltre a diverse sinfonie influenzate dal gusto italiano. Nel 1772 e nel 1773 Mozart visse un periodo di entusiasmo per la scrittura sinfonica, componendo ogni anno sette nuove sinfonie (dalla n. 15 alla n. 27). Ridusse poi la sua attività in questo campo e, nei due anni successivi, apparvero solo tre nuove sinfonie (le n. 28, n. 29 e n. 30).

### Composizione
La sinfonia n. 20 venne completata fra il secondo e il terzo viaggio di Mozart in Italia. Da maggio ad agosto 1772 il compositore scrisse sei sinfonie, tutte in tonalità diverse (le n. 16, n. 17, n. 18, n. 19, n. 20 e n. 21). I musicologi ipotizzano che Mozart avesse voluto dare prova delle proprie capacità al suo nuovo datore di lavoro, il principe-arcivescovo Hieronymus von Colloredo, succeduto il 14 marzo 1772 a Sigismund III von Schrattenbach alla guida del principato arcivescovile di Salisburgo, con una raccolta rappresentativa di sinfonie. Nelle collezioni realizzate a quell'epoca, infatti, era comune che le composizioni fossero raccolte in numero di sei e che fossero in tonalità diverse. Fra loro è possibile individuare alcune analogie:
- n. 16 e n. 17: le uniche in soli tre movimenti;
- n. 18 e n. 19: strumentazione con quattro corni e con trii insoliti;
- n. 20 e n. 21: nel primo movimento la ripresa inizia con il secondo tema;
- n. 18 e n. 21: utilizzano i flauti al posto dei consueti oboi.

In quel periodo anche Michael Haydn, fratello del più celebre Franz Joseph, eseguiva regolarmente proprie sinfonie presso la corte arcivescovile di Salisburgo.

### Prima esecuzione e pubblicazione
La data e il luogo della prima esecuzione non sono noti. Il manoscritto autografo è conservato presso la Biblioteca di Stato di Berlino e può essere consultato online. La prima edizione a stampa fu pubblicata nel 1880 da Breitkopf & Härtel a Lipsia, che la stampò con il nome Wolfgang Amadeus Mozarts Werke, Serie VIII, No. 20.

## Strumentazione
La partitura è scritta per un'orchestra composta da:
- Archi: violino 1° e 2°, viola, violoncello/contrabbasso.
- Fiati: un flauto e due oboi.
- Ottoni: due corni e due trombe.

Rispetto ad altre sinfonie scritte da Mozart in questo periodo, la partitura è stravagante, con due trombe oltre ai classici oboi, corni e archi. Il flauto è presente solo nel secondo movimento. La partitura non prevede espressamente il fagotto e il clavicembalo ma, nelle orchestre dell'epoca, era prassi comune utilizzare questi due strumenti, se presenti, per rinforzare la linea del basso o come basso continuo, anche senza notazione separata. Lo stesso valeva per i timpani che, se presenti, spesso non avevano una parte indipendente, ma suonavano la stessa notazione delle trombe.

## Struttura e analisi
La sinfonia è formata da quattro movimenti, coerentemente con i canoni del classicismo:
1. Allegro, in Re maggiore, tempo C.
2. Andante, in La maggiore, tempo 2/4.
3. Minuetto, in Re maggiore, tempo 3/4, e Trio, in Sol maggiore, tempo 3/4.
4. Allegro, in Re maggiore, tempo 12/8.

L'esecuzione integrale dura circa 25/30 minuti. 

### Allegro
Il primo movimento, Allegro, è composto in Re maggiore, in tempo C e segue la forma-sonata, con la notevole differenza che la ripresa è speculare all'esposizione. Ciò significa che la ripresa inizia con il secondo tema e Mozart aspetta fino alla fine per svelare il ritorno del primo tema, introducendolo dolcemente con gli archi, poi ripetendolo con gli archi raddoppiati dalle trombe. Di seguito, l'incipit del movimento:

### Andante
Il secondo movimento, Andante, è in La maggiore, in tempo 2/4 ed è caratterizzato dalla presenza del flauto solista, che raddoppia il primo violino un'ottava più in alto. I violini suonano con le sordine per tutto il movimento e la parte del basso è realizzata in pizzicato. Di seguito, l'incipit del movimento:

### MinuettoeTrio
Il terzo movimento, Minuetto e Trio, è in Re maggiore, che nel trio cambia in Sol maggiore, e il tempo è 3/4. Il primo ha carattere esuberante mentre il secondo è simile a un notturno. Di seguito, gli incipit del minuetto e del trio:

### Allegro
Il quarto e ultimo movimento, Allegro, riprende la tonalità iniziale di Re maggiore e l'indicazione di tempo è 12/8. Si tratta di una lunga danza al ritmo di giga. Benché Mozart non abbia indicato esplicitamente alcuna indicazione agogica nella partitura, il carattere del brano e le convenzioni stilistiche del classicismo suggeriscono che il compositore intendesse eseguirla in allegro. Di seguito, l'incipit del movimento: